# Daniele Nardello
Daniele Nardello (ur. 2 sierpnia 1972 w Varese) jest włoskim kolarzem szosowym.
Zawodowym kolarzem został w roku 1994 wstępując do włoskiej grupy Mapei. Tam też, będąc zawodnikiem tej grupy przez dziewięć sezonów odnosił największe swe sukcesy, wygrywając m.in. prestiżowe wyścigi jednoetapowe Mediolan-Turyn, Paryż-Bourges oraz etapy Tour de France i Vuelta a España. 

## Ważniejsze zwycięstwa i sukcesy
- 1995
  - 1. Paris-Bourges

- 1996
  - 1. Mediolan-Turyn
  - 12. etap w Vuelta a España

- 1997
  - dwa etapy i klasyfikacja generalna Österreich-Rundfahrt

- 1998
  - 13. etap w Tour de France i ósme miejsce w klas. generalnej

- 1999
  - 1. Paris-Bourges
  - 11. etap w Vuelta a España
  - 7. Tour de France

- 2000
  - 1. Tour du Haut-Var
  - 1. Trophée de Laigueglia
  - 10. Tour de France

- 2001
  -  Mistrzostwo Włoch ze startu wspólnego
  - 1. Österreich-Rundfahrt
  - 3. Post Danmark Rundt

- 2002
  - 1. Coppa Bernocchi

- 2003
  - 1. Mistrzostwa Zurychu
  - 1. Rheinland-Pfalz Rundfahrt